# Nayubaya
Nayubaya is een bestuurslaag in het regentschap Flores Timur van de provincie Oost-Nusa Tenggara, Indonesië. Nayubaya telt 488 inwoners (volkstelling 2010).